# Calera, Alabama
Calera je mesto v okrožju Shelby in v okrožju Chilton ameriški zvezni državi Alabama.
Leta 2011 je naselje imelo 11.620 prebivalcev na 33,5 km².